# Taux de létalité
Ne doit pas être confondu avec le taux de mortalité qui exprime le rapport du nombre de décès (toutes causes confondues) dans une population sur l'effectif de la population
Le taux de létalité (abrégé TL, souvent dit létalité), en anglais : case fatality rate (CFR), est la proportion de décès liés à une maladie ou à une affection particulière, par rapport au nombre total de cas atteints par la maladie ou concernés par la condition particulière (par exemple : exposition à un risque naturel ou industriel),,,. Il est plus fréquemment utilisé pour les infections sur des durées limitées et des infections aigües.

## Calcul et terminologie
La méthode la plus simple est de diviser le nombre de morts liés à la maladie par le nombre total de personnes infectées pour une région ou un pays donné, c’est de cette manière que procède l’OMS. Il s'exprime soit comme un nombre allant de 0 à 1 soit par un pourcentage entre 0 % et 100 %. C'est un indicateur de la gravité de la maladie, de la qualité des soins et des conditions particulières auxquelles est soumise la population concernée,. Il ne tient pas compte non plus de la durée comprise entre l'apparition de la maladie chez le patient et le moment du décès,.
Parfois, le terme de ratio de létalité est utilisé de manière interchangeable avec le Taux de létalité, mais ce ne sont pas les mêmes choses. Un ratio de létalité est la comparaison entre deux différents taux de létalités, exprimés comme un ratio. Il est utilisé pour comparer ou estimer l'impact d'interventions.
Comme le taux de létalité n'est pas un taux d'incidence en ne mesurant pas de fréquence, certains auteurs estiment que le terme le plus approprié est la proportion de létalité.

## Exemples
Une demi-douzaine d'exemples suggéreront la gamme de TL (CFR) possibles pour les maladies dans le monde réel :
- le TL pour la grippe espagnole de 1918 était > 2,5 %[10], environ 0,1 % pour le grippe asiatique (1956-1958) et Hong Kong (1968-1969) grippes[11], et <0,1 % pour les autres pandémies de grippe[10] ;
- la maladie des légionnaires a un taux de létalité d'environ 15 %[12]:665 ;
- le TL pour la fièvre jaune, même avec un bon traitement, varie de 20 à 50 %[13] ;
- la peste bubonique, non traitée, aura un TL pouvant atteindre 60 %[14]:57. Avec un traitement antibiotique, le TL pour la peste septicémique est de 45 %, la pneumonique de 29 % et bubonique de 17 %[15],[16].
- ebolavirus Zaïre fait partie des virus les plus meurtriers avec un taux de létalité pouvant atteindre 90 %[17] ;
- la naegleriasis (également connue sous le nom de méningo-encéphalite amibienne primitive), causée par le Naegleria fowleri unicellulaire, a un taux de létalité supérieur à 95 % ;
- le virus de la rage a un taux de létalité de près de 100 % chez les personnes non vaccinées[18].